# Будз
Будз також буц
 — молочний продукт гірського вівчарства, 
традиційна їжа гуцулів, свіжий сир з овечого молока, груда овечого сиру, яку просушують на протязі для виготовлення бринзи. Його готують безпосередньо на полонинах.
Будз — яскравий самобутній продукт Верховини, всіх Українських Карпат, рецептури його приготування з численними видозмінами та регіональними особливостями відомі здавна.

## Виготовлення
Традиційний будз готують зі свіжовидоєного молока або змішують його з підігрітим вечірнім. Будз готують свіжим із вранішнього або вечірнього молока. Приноситься те все молоко, але доки його принесеться, то стає холоднішим, і треба його підігріти. Молоко, зібране ввечері, нагрівають до 35 градусів та додають у свіже ранкове молоко, щоб температура складала 31 – 32 градуси. В середньому підігрівається до 38 градусів. Після цього молоко проціджують. Потім переливають у дерев’яні діжки, додають натуральну закваску з сичужним ферментом так званий кляґ (із шлунка новонародженої тварини) (або ґлєґ, глєк) і настоюють молоко — у дерев’яній діжці воно згортається протягом півтори-двох годин, після чого його злегка перемішують до утворення великої кількакілограмової грудки. Протягом цього часу сир підіймається вгору, його зрізають і подрібнюють. Або використовуть так званий бетелаг, яким  розбивають загусле молоко в путері (дерев’яній бочці, в якій воно згортається) і, закотивши рукава, формують будз — головку свіжого сиру, — згорнуте молоко в м’яку білу речовину, що відділяється від сироватки та опускається на дно, після чого його загортають в марлю і залишають стікати на 1 добу. Після обтікання готовий будз укладають на полиці для висушування. Або готовий будз акуратно викладають в марлю для стікання рідини, і він буде висіти 10-12 днів до повної готовності, — будз буде викладений в шматок марлі або полотна для проціджування молока або витримування сиру поки він не зцідиться. Поки на горищі сир коптитиметься тиждень — це все ще народжуватиметься будз. Таким чином, наступним етапом є просушення сиру, що займає близько тижня, і це часто робиться в приміщенні з вогнем, що надає продукту злегка копченого смаку. Біля ватри або в колибах, поки груди сиру сушаться і водночас будяться, звідси вони отримують й особливий димчастий смак і темно-жовту шкірку. Після того, як сир добре просохне, його можна їсти, і він дуже смачний. Свіжий будз є швидкопсувним продуктом — він має термін зберігання лише 2 тижні, тому його часто перетворюють на бринзу, яка має довший термін зберігання. Для приготування 1 кг будзу потрібно 8-12 літрів молока.
Будз вівчарі виробляють за чітко визначеним, традиційним рецептом. Кожен ватаг (людина, яка керує господарством на полонині) має свої маленькі секрети виготовлення сиру, і хоча сир на полонинах дуже схожий, він буде відрізнятися від локації до локації. Будз можуть виготовляти з різноманітними травами та фруктами, готують також коров'ячий будз, а консервований будз — це вже бриндзя. «Гуцульська овеча бриндзя» є унікальним сиром,  який виробляють та продають мешканці високогірних районів Закарпаття, Прикарпаття та Буковини. І сир будз, який тут виробляли споконвіку, був не лише продуктом харчування, а й своєрідною грошовою одиницею, якою при обміні вимірювали кількість зерна, металевих виробів та інших речей, які не могли бути отримані шляхом  натурального гуцульського господарства.
Після виготовлення будзу, з отриманої сироватки «жентиці» готують дуже смачний і поживний продукт — вурду, що теж високо цінується, —  вишукана страва є продуктом повторної переробки овечого молока, і виготовляється в незначній кількості.
Продукція гірського вівчарства відображає вікові традиції, які існують з XV століття, — часу, відколи виготовлялася бриндзя.
На столах традиційно подають три види сиру: вурду, будз і похідну від нього бринзу, а також домашній хліб, самогон (53о) і часто сало та мед.

## Етимологія
Назва походить від рум. bulț — «брила, кулька, грудка», не зовсім ясного походження.

## Польський бундз

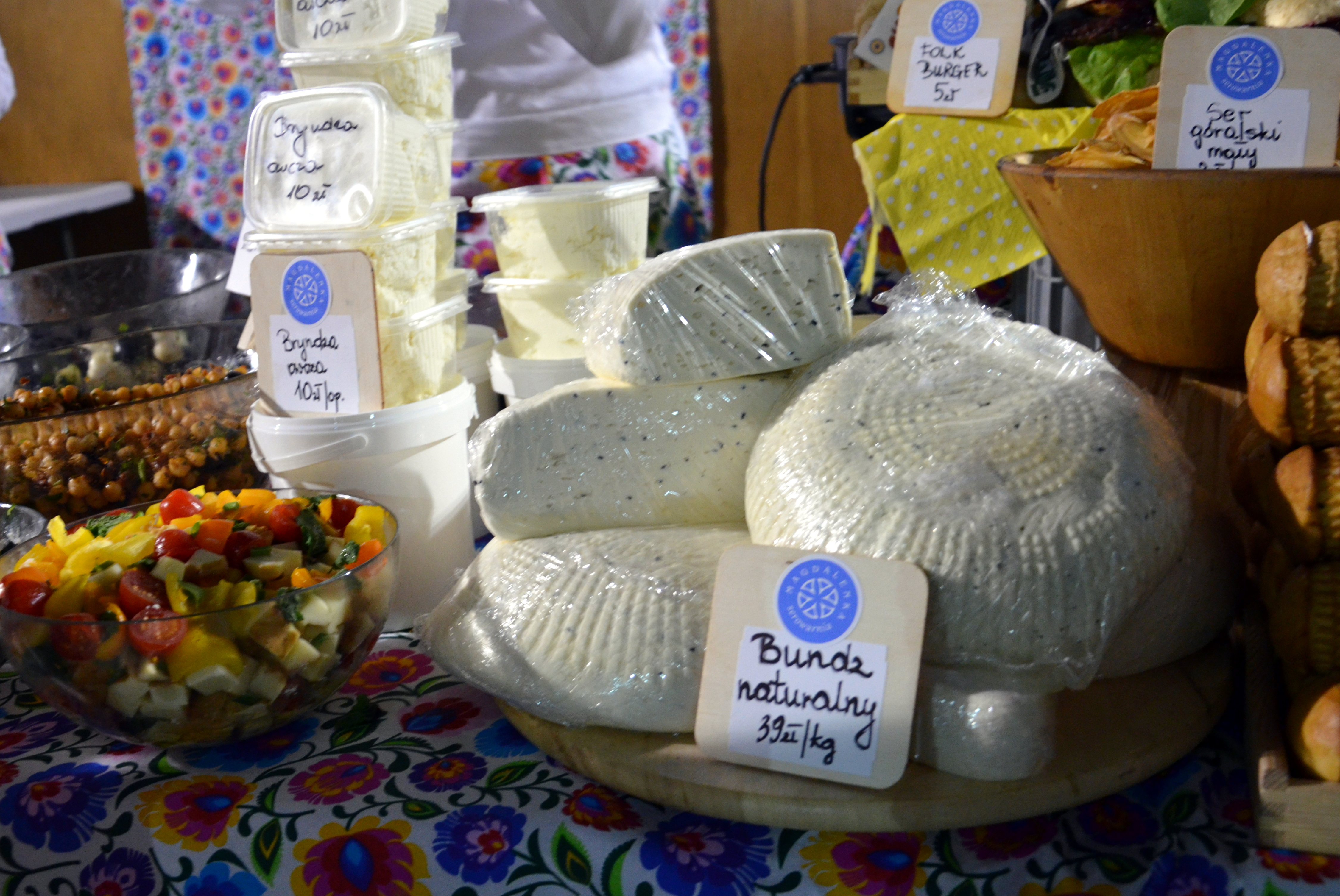
Польський бундз і бринза

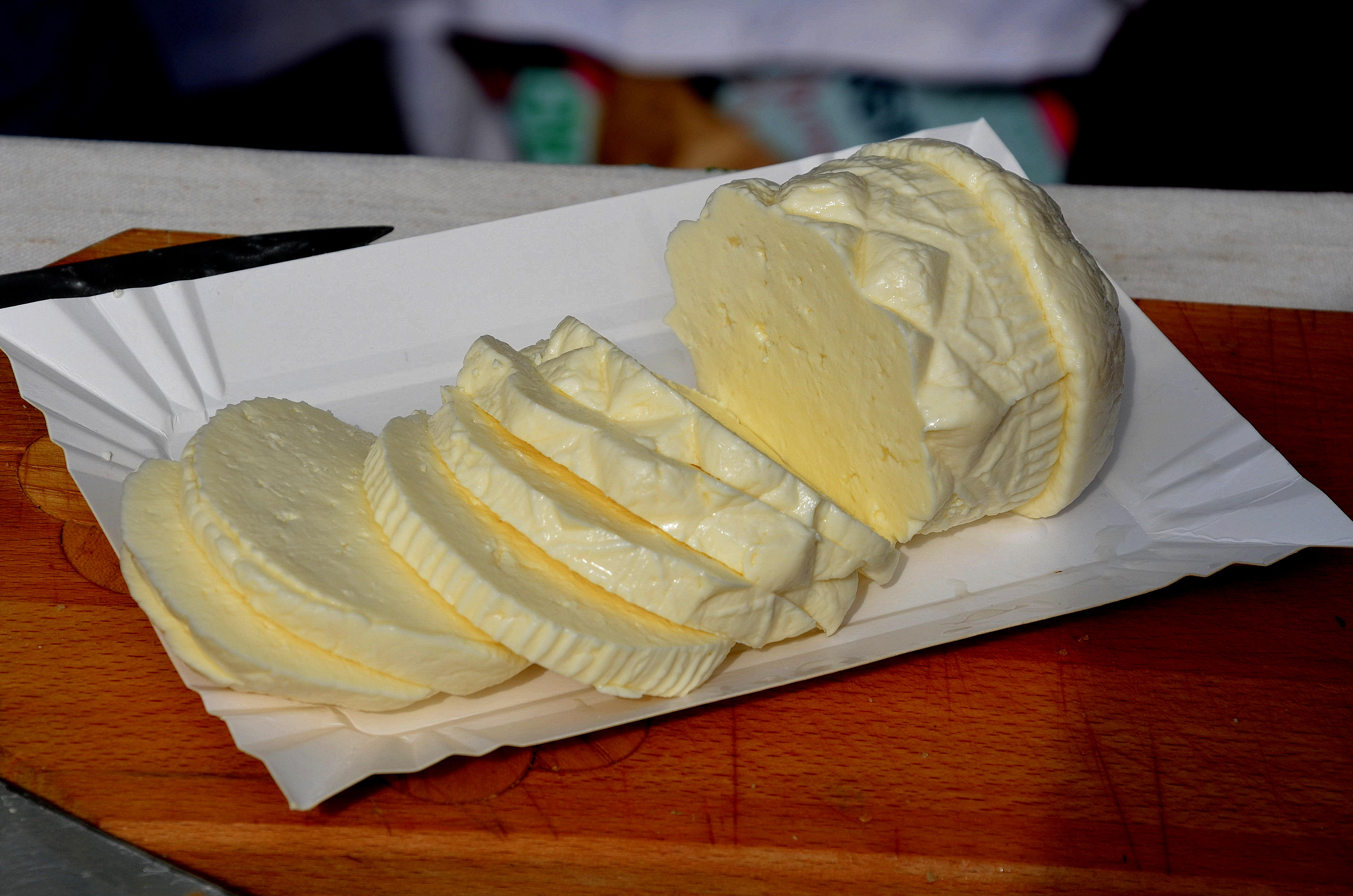
Бундз, Польща 2013

У Польщі бундз, бунц (пол. bundz, bunc) — сир з овечого молока.
Процес виробництва бундзу на першому етапі виглядає так само, як виробництво осципека — твердого вурдженого сиру. Злите до «пуцери» молоко «ґлягається» (пол. się klaguje), тобто відбувається процес руйнування структури білка до зрушення під дією ферментів, що містяться в сичужку зі шлунка молодих телят. Отримані сирні згустки після чого заварюють протягом декількох хвилин при температурі близько 70оС. Сир відціджують на полотно у вигляді великих грудок. Отримуємо сир з м'яким смаком.
Смакові якості бундзу не є постійними. Найсмачніший — від весняного випасу овець до ночі Івана Купала, традиційно вважається делікатесом — він навіть має свою традиційну назву: травневий бундз.
10 жовтня 2005 року бундз був включений до переліку традиційних польських продуктів.

## У літературі
Будз, бринзю, жентицю, бербеницю М.Коцюбинський згадує у своїх творах: «Fata Morgana», «Тіні забутих предків».
Опис приготування будзу з «Тіней забутих предків»:
|  | Молоко в путині жовкне і гусне. Ватаг схилився над ним скуплений, навіть суворий. Розщібає поволі рукава і по сам лікоть занурює в нього свої голі, зарослі волоссям руки. І так застигає над молоком… Тепер має бути тихо у стаї, двері замкнені, і навіть спузар не сміє кинуть оком на молоко, поки там твориться щось, поки ватаг чаклує. Все наче застигло в німому чеканні, бербениці затаїли у собі голос, притаїлись будзи на полицях, поснули сном чорним стіни і лави, вогонь ледве диха, і навіть дим соромливо тікає в вікно. Тільки по легкому рухові жил на ватагових руках помітно, що насподі в посуді одбувається щось. Руки оживають потроху, то підіймаються вище, то опускаються нижче, закруглюють лікті, щось плещуть, бгають та гладять там всередині, і раптом з дна посуди, з-під молока, підіймається кругле сирове тіло, що якимсь чудом родилось. Воно росте, обертає плескаті боки, купається в білій купелі, само біле і ніжне і коли ватаг його виймає, зелені родові води дзвінко стікають в посуду… Ватаг легко зітхнув. Тепер і спузар може вже глянуть. Славний родився будз, ватагові на втіху і на пожиток людям… — М. М. Коцюбинський «Тіні забутих предків» |